# فيكتور فيرنيكوس
فيكتور فيرنيكوس (مواليد 23 أكتوبر 2006) هو مغني يوناني، مثل اليونان في مسابقة الأغنية الأوروبية 2023.

## روابط خارجية
فيكتور فيرنيكوس على موقع IMDb (الإنجليزية)
- فيكتور فيرنيكوس على موقع ميوزك برينز (الإنجليزية)
- فيكتور فيرنيكوس على موقع ديسكوغز (الإنجليزية)